# I'll Be Over You
"I'll Be Over You" is een nummer van de Amerikaanse band Toto. Het nummer verscheen op hun album Fahrenheit uit 1986. In augustus van dat jaar werd het nummer uitgebracht als de eerste single van het album.

## Achtergrond
"I'll Be Over You" is geschreven door gitarist Steve Lukather, die het nummer ook zong, en Randy Goodrum, die vaak met Lukather heeft samengewerkt. Het is geproduceerd door de gehele band. Michael McDonald verzorgt de achtergrondzang op het nummer. Lukather vertelde over de tekst: "Wat het nummer eigenlijk vertelt is, de jongen heeft het uitgemaakt met zijn meisje, en hij realiseert zich dat hij dit nooit had moeten doen, en hij is nog steeds erg verliefd op haar. Het is een soort waarschuwing naar mensen, je weet niet hoe goed je het hebt totdat je het niet meer hebt."
"I'll Be Over You" bereikte de elfde plaats in de Amerikaanse Billboard Hot 100. Tevens werd het een nummer 1-hit in de Adult Contemporary-lijst, waarmee het na "I Won't Hold You Back" uit 1983 de tweede keer is dat Toto dit presteerde. In Nederland kwam het tot plaats 31 in de Top 40 en plaats 38 in de Nationale Hitparade. In de videoclip, waar gastzanger McDonald ook in te zien is, speelt de band het nummer op het dak van een gebouw in Los Angeles.

## Hitnoteringen

### Nederlandse Top 40
| Hitnotering: 25-10-1986 t/m 08-11-1986 | Hitnotering: 25-10-1986 t/m 08-11-1986 | Hitnotering: 25-10-1986 t/m 08-11-1986 | Hitnotering: 25-10-1986 t/m 08-11-1986 | Hitnotering: 25-10-1986 t/m 08-11-1986 |
| Week                                   | 1                                      | 2                                      | 3                                      |                                        |
| -------------------------------------- | -------------------------------------- | -------------------------------------- | -------------------------------------- | -------------------------------------- |
| Positie                                | 40                                     | 31                                     | 39                                     | uit                                    |

### Daverende Dertig
| Hitnotering: 27-09-1986 t/m 04-10-1986 | Hitnotering: 27-09-1986 t/m 04-10-1986 | Hitnotering: 27-09-1986 t/m 04-10-1986 | Hitnotering: 27-09-1986 t/m 04-10-1986 |
| Week                                   | 1                                      | 2                                      |                                        |
| -------------------------------------- | -------------------------------------- | -------------------------------------- | -------------------------------------- |
| Positie                                | 38                                     | 39                                     | uit                                    |

### NPO Radio 2 Top 2000
| Nummer met noteringen in de NPO Radio 2 Top 2000 | '00 | '01 | '02 | '03 | '04  | '05  | '06  | '07  | '08  | '09  | '10  | '11  | '12  | '13  | '14  | '15  | '16  | '17  | '18  | '19  | '20  | '21  | '22  | '23  | '24  |
| ------------------------------------------------ | --- | --- | --- | --- | ---- | ---- | ---- | ---- | ---- | ---- | ---- | ---- | ---- | ---- | ---- | ---- | ---- | ---- | ---- | ---- | ---- | ---- | ---- | ---- | ---- |
| I'll Be Over You                                 | 921 | 526 | 893 | 875 | 1191 | 1238 | 1191 | 1419 | 1149 | 1692 | 1315 | 1523 | 1391 | 1266 | 1225 | 1409 | 1500 | 1662 | 1817 | 1517 | 1697 | 1725 | 1779 | 1891 | 1848 |

1. ↑  Een vetgedrukt getal geeft de hoogste notering aan.
2. ↑  2000 was het eerste jaar met een notering voor dit nummer.